# Damian Przytuła
Damian Przytuła  (* 27. November 1998 in Olsztyn) ist ein polnischer Handballspieler.

## Karriere

### Verein
Damian Przytuła spielte zunächst für Jeziorak Iława und den polnischen Zweitligisten Warmia Olsztyn. Ab 2017 stand der 1,98 m große linke Rückraumspieler beim Erstligisten MMTS Kwidzyn unter Vertrag. In der Saison 2017/18 wurde er zudem an den Zweitligisten Pomezania Malbork ausgeliehen. Ab 2022 spielte er für Górnik Zabrze, mit dem er an der EHF European League 2021/22 teilnahm. Zur Saison 2024/25 wechselte er zum ungarischen Erstligisten Tatabánya KC. Bereits im Februar 2025 zog es ihn zum RK Zagreb nach Kroatien, mit dem er 2025 die Meisterschaft und den Pokal gewann.

### Nationalmannschaft
Mit der polnischen Nationalmannschaft belegte Przytuła bei der Europameisterschaft 2022 den 12. Platz. Bei der Weltmeisterschaft 2025 warf er 26 Tore in sieben Spielen und belegte mit dem Team den 26. Platz. Insgesamt bestritt er 51 Länderspiele, in denen er 106 Tore erzielte.